# Escala Pràctica de Salinitat
Escala Pràctica de Salinitat (definida l'any 1978 per la UNESCO) expressa els valors amb el símbol PSU (o UPS = Unitats Pràctiques de Salinitat) amb el qual els físics descriuen aquesta magnitud. Es va definir com Salinitat Pràctica [S] una funció de RT, la relació de conductància relativa al clorur de potassi [KCl] a temperatura [T]. La salinitat és de S = 35.000 quan la conductància de la mostra és igual a la d'una solució de KCl de massa 32.4356g 15 °C i no té unitats.